# Hebraisk (sprog)
Hebraisk eller hebræisk (hebraisk עברית, ivrit) er et vest-semitisk sprog, nært beslægtet med aramæisk. Bibelsk hebraisk er hovedsproget i Tanákh (den jødiske, hebraiske Bibel). Senere udviklingsstadier omfatter mishnaisk hebraisk og rabbinsk hebraisk.
I lang tid var hebraisk hovedsagelig et liturgisk sprog, der blev brugt i synagogen, og et litterært sprog i religiøs litteratur. Der var dog næsten ingen, der talte sproget til daglig, før Eliezer Ben-Yehuda satte sig for at genoplive det i slutningen af 1800-tallet. I hjemmet måtte hans børn ikke tale andet end hebraisk, og at lege med andre børn var strengt forbudt af frygt for at de ville glemme det, de havde lært.
Lingvist Ghil’ad Zuckermann mener, at i det moderne jødiske /israelske sprog (nyhebraisk, ivrit) “er der mange hebraiske elementer som følge af en bevidst vækkelse, men også en lang række pervasive sproglige egenskaber, der stammer fra et ubevidst overlevet modersmål, fx jiddisch."
Han mener at israelsk ikke er et genoplivet bibelhebraisk, men et nyt sprog som er hybridt semito-europæisk af karakter, fordi både semitiske og indoeuropæiske elementer indgår meget kraftigt i tilblivelsen. Han skriver, at havde det været marokkanske jøder i stedet for østeuropæiske, som havde skabt israelsk hebraisk, så var det formentlig blevet et semitisk sprog.
"
Hebraisk og arabisk arabisk er Israels 2 officielle sprog. Hebraisk skrives fra højre mod venstre med det hebraiske alfabet, som ofte kaldes kvadratskrift på grund af tegnenes firkantede form.
Fra 1944 til 1980 udkom den omfattende Encyclopaedia Hebraica (האנצקלופדיה העברית) i 32 bind suppleret med flere tillægsbind.

## Hebraiske bogstaver
Det hebraiske alfabet har 22 bogstaver, og anvendes til at skrive hebraisk, jiddisch og andre sprog, der primært er blevet talt/skrevet af jøder.
| Alef   | א   |
| Bet    | ב   |
| Gimel  | ג   |
| Dalet  | ד   |
| He     | ה   |
| Vav    | ו   |
| Zayin  | ז   |
| Het    | ח   |
| Tet    | ט   |
| Yod    | י   |
| Kaf    | ך כ |
| Lamed  | ל   |
| Mem    | ם מ |
| Nun    | ן נ |
| Samekh | ס   |
| Ayin   | ע   |
| Pe     | ף פ |
| Tsadi  | ץ צ |
| Qof    | ק   |
| Resh   | ר   |
| Shin   | ש   |
| Tav    | ת   |